# Tharoune
Tharoune (Tharun) est le monde imaginaire développé par Hadmar von Wieser pour les règles avancées de la première édition du jeu de rôle allemand de L'Œil noir (Les Maîtres d'armes). Ce monde devait servir de contrepartie exotique à l'univers original développé pour le jeu situé en Aventurie. Les personnages du jeu sont censés le découvrir lors d'une aventure appelée Vers un nouveau monde fournie avec l’extension. Les héros doivent être de niveau 15 minimum, et l'aventure est l'occasion de présenter à la fois le monde et les nouvelles règles.Ce monde interne fut originellement décrit dans  les deux ouvrages de 1988 et 1989 Règles avancées — Maître d'armes 1&2 (DSA-Professional — Schwertmeister Set I et DSA-Professional II — Das Fest der Schwertmeister). Tharoune fut initialement présenté comme un monde creux enfoui sous terre. 
Ce monde de jeu fut par la suite longuement délaissé par les créateurs du jeu qui préférèrent se concentrer sur le développement du monde initial du jeu l'Aventurie et plus tard le pays de l'or, Myranor. Il fut fait à nouveau mention de ce monde en 2002 avec la quatrième édition du jeu dans le livre Mit Geistermacht und sphärenkraft p. 15. Le statut et la nature du monde de Tharoune y sont cependant réévalués au regard des évolutions plus modernes du jeu. Ainsi bien que toujours pensé comme un monde creux, Tharoune y est présenté désormais comme un "globule". Dans la terminologie du jeu, la notion de globule renvoie à l'idée de monde parallèle se situant à part dans la géographie de la 3e sphère, la sphère de Dère. Ce qui permet aux auteurs de ranger ce monde au côté d'autres mondes parallèles développés depuis tels que le Monde de lumière des elfes ou du mystérieux royaume disparu Zze Tha. En 2013, soit 25 ans après la parution originale de l'extension des maîtres d'armes, est parue en allemand une nouvelle extension Tharun - Die Welt der Schwertmeister qui reprend et met à jour les anciennes éditions "Maître d'armes" ("DSA professional"). L'ouvrage Wege Nach Tharun en 2014 vient compléter la sortie de cette nouvelle série.

## Géographie de Tharoune
Tharoune est un royaume du Monde creux (Hohlwelt) ; il s'agit en fait de l'intérieur de Dère, illuminé par un soleil en son centre. Il communique avec la surface par un cratère, l'Abîme de feu, qui ressort sur une île située à 1 400 km à l'Ouest d'Havéna (11 jours de navigation) ; il faut pour cela plonger dans un lac de lave qui se trouve 3 000 m sous la Dère… Côté Tharoune, le passage est également un cratère au milieu d'un île, l'île d'Hamur.
Le soleil est immobile, mais son intensité et sa couleur varient, rythmant la journée. Il s'éteint durant la nuit qui dure 10 h. Durant la journée de 14h, sa luminosité augmente en changeant de couleur à chaque heure. I passe de bleu à violet, puis pourpre, rouge, orange, jaune et enfin au blanc (durant 2 heures). Alors, la luminosité décroît et il prend les couleurs dans l'ordre inverse. Le soleil originel, Glost, avait été fabriqué par Guérimm. Des Nouveaux dieux se sont opposés aux douze dieux de Dère ; l'un d'eux, Arkan'Zin, a détruit Glost et un autre nouveau dieu, Sindayri, a mis à la place un soleil annihilant la magie des douze dieux. En explosant, Glost a essaimé des milliers de petits éclats, sur lesquels des runes ont été gravées. Il existe 18 runes différentes. La combinaison de trois pierres runiques permet de créer un sort.
Sur Tharoune vivent des versions géantes d'insectes qui servent de montures.

## Société du monde creux
La société du Monde creux est très misogyne et très rigide. Dans cette société, seuls les membres de la caste des Maîtres d'armes ont le droit de savoir se battre et de porter des armes ; les autres hommes sont soumis à leur poigne de fer.
Certains Maîtres d'armes prennent la charge de juge, on les appelle les guéraï. D'autres refusent les traditions et s'enfuient pour vivre de rapines en marge de la société; on les appelle les brigantaïs. Il n'y a pas de guerre, de combats de masse ; par contre, les Maîtres d'armes combattent entre eux en duel, pour la gloire ou l'argent. Les armes utilisée ont des formes étranges et portent des noms imagés tels que le flamard (épées à lame ondulée), le sif (grand sabre), le fendoir (sorte de hache munie d'un manche d'épée) ou le taillard (épée à deux mains avec deux pointes sur les côtés de l'extrémité).
Les prêtres des Nouveaux dieux sont appelés azaraïs. Les magiciens sont appelés morgaïs.
L'argent n'existe pas : les Maîtres d'armes se servent simplement en pressurant la population ou volent les autres Maîtres d'armes et la population pratique le troc. Il existe toutefois une unité d'échange « normalisée », la miche de pain de 1 kg.

## Les Nouveaux dieux
- Sindayri l'éclatant : dieu de la lumière et de la connaissance, c'est le créateur du nouveau soleil ; son symbole est un homme brillant à tête d’aigle blanc au-dessus de laquelle repose le disque solaire
- Nanurta la prodigue : déesse de la fertilité et du dévouement ; elle est représentée par une femme svelte habillée d'une légère robe jaune, dont les cheveux sont des épis de blé blonds et des fleurs sont posées à ses pieds
- Shin-Xirit l'invincible : dieu des armes ;il est représenté par homme habillé de cuir portant un sif ouvragé, avec un halo lumineux autour de sa tête lorsque ce n'est pas son corps qui est en feu. Ce dieu est également vénéré à Myranor, le pays de l'or, où il est le dieu de la guerre.
- Zirraki le sanglant, dieu de la bravoure et de la mort ; il est représenté par un homme à tête de rakshasa tenant une hache sanglante en main
- Pateshi le bienveillant, dieu de l'aide et des soins ; il est représenté par un homme à tête de chat, habillé d'une toge pourpre et tendant ses mains
- Otshi'Sombri l'étranger : dieu de la magie ; il est représenté par un homme enveloppé d'une mante violette, le visage caché par l'ombre du capuchon
- Numinori l'insondable : dieu de la mer et de l'infini ;  il est représenté par un homme enveloppé d'une mante d'azur, le visage caché par l'ombre du capuchon
- Arkan'Zin l'implacable : dieu de la vengeance et des lois ; il est représenté par une ombre noire de forme humaine dont la tête porte onze cornes, tenant un sceptre, et dont les yeux brillent dans la nuit.

## Controverses en France par rapport à cet univers
L’utilisation de certains traits mythologiques et culturels dans ce jeu a parfois été mal interprétée en France — notamment par certains critiques de revues spécialisées (notamment Casus Belli en 1988) —, qui ont cru voir des relents nazis dans le jeu, arguant que le jeu était allemand et qu’il traitait d’un monde creux. En effet, on sait que sous l’influence du mysticisme de certaines sociétés secrètes (notamment la Société Thulé) et de romans de science-fiction du XIXe siècle, les nazis étaient convaincus de l’existence d’un monde creux (Agartha ou  Vril-ya) sous la terre où auraient résidé les hommes-dieux  ancêtres des « aryens ».
Pourtant la société de Tharoune ne correspond pas vraiment à ces représentations à propos d'Agartha ou Vril-ya. Toutefois le monde de Tharoune tel qu’il était décrit apparaît comme une société autoritariste, élitiste, hiérarchisante, réactionnaire, misogyne, et s’appuyant en plus sur une caste militaire véhiculant des valeurs tel que la loi du plus fort. Cependant ces détracteurs ont négligé que, dans le contexte de la campagne des Maîtres d'arme, les héros étaient précisément envoyés dans ce monde pour le libérer du joug dictatorial établi et remettre en cause les valeurs établies du monde. La rédaction de L'Œil noir n’a jamais présenté, ni évoqué de sympathie même implicite pour l’idéologie nazie.